# Rimska erotična elegija
Rimska erotična elegija je zbirka ljubezenskih in erotičnih pesnitev, ki so nastale kot odziv na Avgustovske reforme v Rimskem imperiju. Gre za pesnitve, ki so jih ustvarjali predvsem rimski pesniki Tibul, Propercij, Katul in Ovidij.

## Razvoj
Dve ali tri desetletja pred začetkom naše dobe so mladi rimski pesniki Propercij, Tibul, Katul in Ovidij začeli v prvi osebi in s svojim pravim imenom opevati ljubezenske epizode in te raznovrstne epizode povezovati z eno samo junakinjo, to pa v obliki na videz objektivne erotične elegije, ki je oblikovala njihove ljubezenske mite. Ob elegijah so ustvarjali tudi krajše epilije, ki so minuciozno obdelovali manjše mitične motive, poskušali pa so se tudi z velikim epom. Dali so mu izrazito helenističen, mitološko-etnografski značaj, ki je namesto starih heroičnih tem začel oblikovati predvsem erotične motive. 
Kakšnih dvajset let zatem, ko je z zmago Oktavijana Avgusta zavladal monarhični mir, je naneslo, da so tudi rimske elegike pritegnila ljudska verovanja in nacionalne starožitnosti; o tem so pisali pesmi in se v njih tudi sami različno poigravali z dvoumnostmi o temah, ob katerih se izobražencem ni več vsiljevala dogmatska resnica.

## Značilnosti
Rimska erotična elegija je prevladovala v času vladavine cesarja Avgusta, ko je bila rimska družba v času moralne dekadence, Ta se je kazala izvenzakonskih razmerjih, kjer so vladale izrazito svobodomiselne navade. Vsem to ni bilo po godu. Cesar Avgust je skušal na vsak način izvesti moralno reformo. Določila novega moralnega reda so bila zelo stroga, ker se niso nanašala le na patricije, marveč tudi na plebejce in celo na sužnje. Moški in ženske so lahko imeli intimne odnose le znotraj zakona, kazni in nadzori pa so se zelo poostrili.
Vsi elegiki so delovali v času po uveljavitvi te reforme in so očitno v nasprotju z njo prav takrat pisali erotične pesmi, ki imajo predvsem žgečkljivo, satirično in humorno vsebino.

### Pomen rimske ljubezenske poezije
Rimski ljubezenski pesniki so se zgledovali pri Grkih, obenem pa vnašali v liriko nove motive in teme. Tudi oni so včasih opevali strastno in tragično, drugič spet lahkotno in lahkomiselno ljubezen. Mojster strastne ljubezenske pesmi je bil zlasti Katul, medtem ko sta Horac in za njim Ovid opevala predvsem lahkotno ljubezen. 
Obenem so teme srečne in nesrečne ljubezni razvijali v novih oblikah in podobah. Tibul in Propercij sta v svojih elegijah opevala usodno ljubezen do enega samega dekleta in žene, česar Grki še niso poznali, a je postalo pozneje pomembna sestavina evropske poezije. Ovid je v pregnanstvu začel pisati elegijske distihe s tožbo o svoji nesreči, s čimer je elegija šele dobila pomen žalostinke. 
Rimska erotična elegija je bila poezija, kjer so se elegiki na videz opirali na resničnost s tem, ko so o samem sebi govorili v prvi osebi in s pravim imenom. Vendar so v resnici ustvarjali fiktiven neresničen svet, tako da njihove elegije spominjajo na lepljenko citatov in srčnih izlivov, ki podajajo sliko lahkoživega sveta.

### Fikcija
Elegija nikakor ne opeva strasti, ampak fikcijo o izključno poetičnem in ljubezenskem življenju. Je lažno avtobiografska pesem, kjer je pesnik z bralci v skrivnem dogovoru na račun svojega jaza. Pogoste so bile pripombe, da se elegiki marsikdaj norčujejo in to opažanje je bilo pravilno, saj ne počno nič drugega.
Vsak od elegikov si v svojih knjigah vzame eno žensko, ki jo opeva. Včasih detajlno opeva, kako je prišel k svoji ljubici, pri čemer elegije opevajo točno to, kako pesniški govorec ljubimka s poročenimi ženskami. Glede na strogost Avgustove reforme, so pesmi lahko nastale edino le tako, da v resnici niso opevale realnih žensk. O tem nam govorijo tudi imena žensk, ki so očitno izmišljena. 
Pesmi so si v marsičem kontradiktorne, kar je osnova za sklepanje, da se ti dogodki sploh niso dogajali. Čeprav je težko verjeti, da je pesnik v svojih nežnih ali strastnih verzih neiskren, lahko ravno zaradi tega dejstva in vtisa  humornosti pri satiričnosti, sklepamo, da so elegije v resnici fiktivne. Njihovi drobci so pogosto pristni, celota pa zveni nepristno - kriki ljubosumja ali obupa se po dveh verzih pretrgajo, da bi se umaknili glasu modrosti, ki mu kmalu sledi galantna mitološka aluzija.
Namen teh pesmi je bil vsekakor posmeh Avgustovi reformi. Pesmi so bile brane v nekakšni polzasebni družbi patricijev, ki so tej reformi seveda nasprotovali. Zato so si pesniki morali izmišljevati vedno nove in nove situacije in opise, edina skupna stvar, ki elegije med seboj združuje, pa so le imena žensk.
S tem, da so ženske v elegijah skonstruirane, fiktivne osebe, so pesniki vplivali kasneje na trubadurje. Tako so elegije postavljene v novo, posebno luč; pesniki so lahko ločili od svojega pesniškega obstoja tudi pesniško vlogo, čeprav nikoli ne zasledimo opisov njihove "notranjosti". Elegija je bila zabavna zato, ker je ni bilo treba razumeti dobesedno, predvsem je to poezija brez dejanja.